# Micodon
Micodon é um gênero primata fóssil, encontrado no sítio paleontológico de La Venta, na Colômbia. Foram encontrados apenas dentes: um incisivo isolado, prémolares e molares, datados do período Mioceno. A morfologia dos dentes é semelhante ao do gênero Callithrix, o que o coloca como provável fóssil de Callitrichinae, mas o molar possui quatro cúspides, enquanto os Callitrichinae atuais possuem três.